# نصرالله سلطانی‌نژاد
 نصرالله سلطانی‌نژاد کشتی‌گیر آزادکار ایرانی بود. او در مسابقات قهرمانی کشتی جهان ۱۹۶۱ که در یوکوهاما ژاپن برگزار شد به مدال نقره دست‌یافت.